# Loi de Soddy
Ne doit pas être confondu avec Théorème de Soddy.
La loi de Soddy (1903) est un fondement élémentaire de la physique nucléaire. Frederick Soddy démontra que l'émission alpha diminue de deux unités le nombre atomique alors que l'émission beta (β) l'augmente d'une unité ou diminue d 'une unité.

## Énoncé
La loi de Soddy s'énonce ainsi : « Lors d'une transformation nucléaire, il y a conservation de la charge électrique et du nombre de nucléons. »
- Conservation de la charge électrique ; le nombre de protons (Z) et d'électrons se conserve nécessairement, (exemple : radioactivité bêta, ou Radioactivité α).

{\displaystyle Z_{1}\longrightarrow Z_{2}+Z_{3}}
- Conservation du nombre de masse A (nombre de nucléons)

{\displaystyle A_{1}\longrightarrow A_{2}+A_{3}}

## Conséquence
On peut déduire de la loi de Soddy la formule générale d'une désintégration
{\displaystyle {}_{Z}^{A}X\longrightarrow {}_{Z-Z^{\prime }}^{A-A^{\prime }}Y+{}_{Z^{\prime }}^{A^{\prime }}p}

avec {\displaystyle X\,} le noyau père, {\displaystyle Y\,} le noyau fils et {\displaystyle p\,} la particule émise par la désintégration.

## Méthodes
On peut déterminer le type de désintégration et le noyau fils par plusieurs méthodes.
- Généralement, lorsque le nombre de masse A > 70, il s'agit d'un noyau père qui va se transformer en un noyau fils, par une désintégration de type alpha. La particule émise par la désintégration est un noyau d'Hélium.

{\displaystyle {}_{Z}^{A}X\longrightarrow {}_{Z-2}^{A-4}Y+{}_{2}^{4}He}
- Lorsque Z > N (le nombre de protons Z est supérieur au nombre de neutrons N sur un radionucléide) , ce noyau père va se transformer par une désintégration bêta + en un noyau fils[1], avec p un positron (particule de même masse que l'électron e, mais de charge électrique positive) et un neutrino.

{\displaystyle {}_{Z}^{A}X\longrightarrow {}_{Z-1}^{A}Y+{}_{1}^{0}p+{}_{0}^{0}\nu }
- Inversement, lorsque N > Z (excès de neutrons), ce noyau père va se transformer par une désintégration bêta - en un noyau fils, avec e un électron de charge électrique négative, et un antineutrino (antiparticule du neutrino).

{\displaystyle {}_{Z}^{A}X\longrightarrow {}_{Z+1}^{A}Y+{}_{-1}^{0}e+{}_{0}^{0}{\bar {\nu }}}